# Gyretes lindemannae
Gyretes lindemannae là một loài bọ cánh cứng trong họ van Gyrinidae. Loài này được Ochs miêu tả khoa học năm 1965.